# Centro spaziale di Tanegashima
Il centro spaziale di Tanegashima (TNSC, Tanegashima Space Center) è la più grande installazione per lo sviluppo di applicazioni spaziali del Giappone. È localizzato sull'isola di Tanegashima, 115 km a sud dell'isola di Kyūshū. È stato fondato nel 1969 quando fu costituita l'agenzia spaziale giapponese NASDA.  Dal 2003 è amministrato dall'attuale agenzia spaziale giapponese JAXA.
Nel centro sono svolte attività che includono l'assemblaggio, i test, il lancio e il tracciamento di satelliti e gli esperimenti di accensione dei motori a razzo in fase di sviluppo.

## Installazioni
Il centro spaziale comprende due complessi di lancio, Yoshinobu e Osaki. Yoshinobu ha due piattaforme di lancio, una per i veicoli leggeri (fino a 2 tonnellate con immissione in un'orbita geostazionaria), e l'altra per veicoli con un peso compreso tra le 2 e le 4 tonnellate. In una delle strutture per i test di accensione dei motori a razzo viene testato il nuovo motore LE-7A del primo stadio del lanciatore H-IIA . La struttura comprende inoltre altre edifici dove avviene l'assemblaggio dei satelliti artificiali e strutture per il tracciamento ottico e radar delle fasi di lancio e delle missioni in orbita.